# وریس ات چیگنت
وریس ات چیگنت (به فرانسوی: Varois-et-Chaignot) یک کمون در فرانسه است که در Canton of Dijon-1 واقع شده‌است.

## خصوصیات
وریس ات چیگنت ۱۰٫۱۰ کیلومترمربع مساحت و ۱٬۹۷۱ نفر جمعیت دارد.